# Franz Ferdinand
Franz Ferdinand je škotski rock sastav, nazvan po austrijskom nadvojvodi Franji Ferdinandu. Članovi sastava su: Alex Kapranos (prvi vokal i električna gitara), Bob Hardy (bas-gitara), Nick McCarthy (ritam gitara, klavijature i prateći vokali) i Paul Thomson (bubnjevi, udaraljke i prateći vokali).
Prvi uspjeh postigli su kad im je drugi singl dospio na 3. mjesto britanske top-ljestvice, nakon čega slijedi njihov album-prvijenac Franz Ferdinand, koji nakon objavljivanja također zauzima 3. mjesto britanske top-ljestvice debi-albuma. Sastav 2004. godine osvaja nagradu Mercury Music Prize, a 2005. dvije nagrade BRIT Awards u kategorijama za najbolji britanski sastav i najboljeg britanskog izvođača. Glazbeni časopis 'NME' proglašava istoimeni album-prvijenac Franz Ferdinand albumom godine. Tri skladbe s tog albuma – "Take Me Out", "The Dark of the Matinée" i "This Fire" – dospjele su među top deset singlova.
Sastav je 4. srpnja 2006. nastupio u Hrvatskoj, na zagrebačkoj Šalati, 24. lipnja 2009. na Otoku mladosti (Jarun) i 22. kolovoza 2023. na Špancirfestu u Varaždinu.

## Životopis sastava

### Osnivanje
Članovi sastava 'Franz Ferdinand' tijekom 1990-ih svirali su po raznim sastavima, uključujući 'The Karelia', 'Yummy Fur', '10p Invaders' i 'Embryo'. Alex Kapranos i Paul Thomson svirali su zajedno u sastavu 'Yummy Fur' i bili su tim koji je pisao skladbe. U to vrijeme, Kapranos je počeo proučavati njihovog prijatelja Boba Hardya kako svira bas-gitaru. Također se sastao sa svojim starim prijateljem Nickom McCarthyjem, koji se vratio u Škotsku, nakon što je studirao jazz bas u Njemačkoj.
U svibnju 2003. godine, sastav potpisuje ugovor s izdavačkom kućom 'Domino Records'. Imali su već objavljen jedan EP, kojeg su izdali sami, međutim naknadno je nanovo objavljen 2003. godine, od strane 'Domino Recordsa' pod nazivom Darts of Pleasure. Dizajn omota radio je Thomson, a album se našao na #43 britanske Top ljestvice. Sastav je dobio nagradu "Phillip Hall Radar Award", koja im je dodijeljena od strane 'NME Awardsa' 2004. godine.

### "Chateau" – početci
Kasne 2001., pjevač i gitarist Alex Kapranos te basist Robert Hardy počeli su svirati zajedno u Glasgowu. Nakon što im se pridružio klavijaturist Nicholas McCarthy, a kasnije i bubnjar Paul Thomson, počeli su kao sastav svirati u napuštenom skladištu u Gorbalsu koje su nazvali "Chateau" (franc. Dvorac). Tamo su također održavali happeninge u kojima su kombinirali umjetnost i glazbu; Hardy je u to vrijeme studirao slikarstvo na glasgovskoj umjetničkoj akademiji. Kad je lokalna policija zabranila održavanje takvih nastupa, sastav je pronašao napuštenu viktorijansku sudnicu i nastavio s istim ondje.
Dotad su već napravili dovoljno pjesama za jedno EP izdanje, koje su namjeravali izdati samostalno, no kako se glas o novom sastavu vrlo brzo širio, izdavačka kuća Domino ponudila im je ugovor za izdavanje EP albuma pod nazivom Darts of Pleasure, koji je tako izdan u drugoj polovici 2003. godine. Reputacija sastava je rasla dok su nastupali uz Hot Hot Heat i grupu Interpol, te osvojili nagradu Phillip Hall Radar Award na dodjeli nagrada časopisa NME. Drugi album izdali su za Domino records. Sastav je odbio 50 milijuna eura za korištenje jedne njihove pjesme u reklamnom spotu.

### Prvijenac i uspjeh
Sastav zajedno s producentom Toreom Johanssonom odlazi u 'Gula Studio', koji se nalazi u Malmö, Švedska i snima svoj prvijenac Franz Ferdinand. Singl "Take Me Out", objavljen je 2004. godine i zauzeo #3 na britanskoj Top ljestvici. Album je izdan početkom 2004. i u veljači došao na #3 britanske Top ljestvice albuma, a u travnju na #12 australskeTop ljestvice. Album je najlošije bio plasiran na 'Billboardovoj Top 200 albuma' u Americi, ali je ipak ušao u Top 5 indie rock albuma. Nakon nekoliko održanih turneja po Sjevernoj Americi i nakon većeg puštanja video spota "Take Me Out" na MTV-u, album dolazi na #32 'Billboardove Top 200' ljestvice i prodaju od preko milijun primjeraka u Sjedinjenim Državama. 'Franz Ferdinand', općenito je primio vrlo dobar prijem kod publike i ubrzo dobiva veliki broj obožavatelja. NME (New Musical Express), ocjenjuje ga s ocjenom 9 od 10 i rekao da je sastav najnoviji koji spada u liniju školskih rock glazbenika poput sastava Duran Duran, The Beatles, The Rolling Stones, The Who, Roxy Music, the Sex Pistols, Wire, Travis i Blur.
Dana 7. rujna 2004. godine, album je nagrađen od strane 'Mercury Prizea'. "Take Me Out" dolazi na prvo mjesto australske Top ljestvice 'Triple J Hottest 100' u 2004. godini i osvaja najviše glasova u svom drugom ulasku na top ljestvicu. Franz Ferdinand osvaja nagradu 'Ivor Novello Award' u 2004. i dvije od 'BRIT Awardsa' u 2005. godini. Za avangardni glazbeni video Take Me Out dobiva nagradu glazbene kuće MTV, 'Breakthrough Video MTV Award'. NME 2004. proglašava album Franz Ferdinand najboljim albumom godine i stavlja ga na njihov popis 100 najboljih albuma svih vremena. Sastav 2005. godine nastupa na dodjeli 'Grammy Awards of 2005' nagrada, gdje uživo izvode skladbu "Take Me Out", zajedno s 'Los Lonely Boysima', Maroon 5, Black Eyed Peasom i Gwen Stefani. Skladba "Take Me Out", također se nalazi u videoigri 'NHL 2005'.

### You Could Have It So Much Better
Sastav je većinu vremena u 2005. godini proveo u studiju u Škotskoj, gdje su radili na materijalu za svoj novi album, koji je objavljen 3. listopada 2005.g. U početku su htjeli album objaviti pod istim imenom kao i njihov prvijenac, međutim na kraju su ipak zaključili da je You Could Have It So Much Better puno bolji naziv. Omot albuma j oblikova po uzoru na Aleksandara Rodchenkoa i njegovog portreta iz 1924. godine, Lilya Brik. Sastav je pokušao proširit svoj glazbeni raspon na albumu, pa je povodom toga Hardy rekao; "Nema više života od sviranja disco glazbe na gitari." Nakon odličnih kritika za njihov prvi studijski album, neki osvrti na ovaj materijal bili su suprotni, uz neke pritužbe da je sniman na brzinu. Međutim u cjelini album je dobro primljen od glazbenih kritičara i publike, uključujući NME (New Musical Express). Album je zauzeo #1 na britanskoj Top ljestvici i #8 na američkoj.
Na turneji koja je pratila objavljivanje albuma, 'Franz Ferdinand' je srušio rekord u izvedbi, koja se održala u 'Alexandra Palace', sjevernom Londonu, kada su radi rasprodanih ulaznica svirali četiri noći, tijekom studenog do prosinca 2005 godine. Kao podršku albumu objavili su četiri singla, koji uključuju dvostruku A-stranu i video spot za jedan singl (obje A-strane sadrže skladbu "L. Wells", a video se sastoji od skladbe "Jeremy Fraser", ali nisu uključene na albumu jer su snimljene početkom 2006. godine, kao potpora australskoj turneji). Za još jedan singl snimljen je video isječak pod nazivom "Wine In the Afternoon", a nalazi se na B-strani singla Eleanor Put Your Boots On i također se ne nalazi na albumu i snimljen je u Michiganu. "Do You Want To" dolazi na #4 top ljestvica, a  "Walk Away" i "The Fallen" / "L. Wells" ušli su u top 15 britanske ljestvice singlova. Zadnji i konačni singl drugog albuma "Eleanor Put Your Boots On" zabilježio je najveći vrhunac na #30 Top ljestvice.

### Uspjeh kod kritike
Franz Ferdinand za sebe kažu kako žele stvarati glazbu na koju djevojčice mogu plesati. Takav pristup glazbi spojili su sa svojom širokom glazbenom naobrazbom na svojem prvijencu Franz Ferdinand, izdanom rane 2004.
Tim su albumom stigli na visoka mjesta ljestvica u Velikoj Britaniji i Australiji, a kasnije i u SAD-u, te primili odlične kritike: časopis NME nazvao ih je nasljednicima Beatlesa, Rolling Stonesa, Sex Pistolsa i Blur, a BBC-jeva kritika album je proglasila remek-djelom funky, punky cool zvuka od prve do zadnje pjesme. Jednoglasno su hvaljeni kao najbolji sastav proizašao iz post-punk revivala s početka 21. stoljeća. 7. rujna 2004. godine album je nagrađen prestižnom nagradom Mercury Music Prize.
Franz Ferdinand su 3. listopada 2005. objavili album You Could Have It So Much Better... With Franz Ferdinand.
Zanimljivost s oba albuma je da su u pjesme Michael i You Could Have It So Much Better ubacili unatrag snimljene pozitivne poruke (za razliku od sotonističkih, negativnih poruka na nekim starim heavy metal pločama).

### Ime sastava
Izbor imena za sastav je isprva bio nadahnut trkaćim konjem po imenu 'Nadvojvoda': nakon što su vidjeli navedenog konja kako trči, članovi sastava počeli su raspravljati o Franji Ferdinandu i odlučili se po njemu nazvati zbog zvučnosti tog imena, ali i zbog implikacija koje ono nosi. Frontmen Kapranos je za novine Boston Herald izjavio: ...nakon smrti Franje Ferdinanda, cijeli se svijet promijenio i ništa više nije bilo kao prije.

### Članovi
Od 2004., Franz Ferdinand su
- Robert Hardy na bas-gitari
- Alexander Kapranos kao vokalist i na gitari
- Nicholas McCarthy na gitari i klavijaturama
- Paul Thomson na bubnjevima

## Diskografija

### Albumi
- Franz Ferdinand (9. veljače 2004.)
- You Could Have It So Much Better (3. listopada 2005.)
- Tonight: Franz Ferdinand (26. siječnja 2009.)
- Right Thoughts, Right Words, Right Action (26. kolovoza 2013.)
- Always Ascending (09. veljače 2018.)
- The Human Fear (10. siječnja 2025.)

## Nagrade
| Godina | Nagrada          | Kategorija                       |
| ------ | ---------------- | -------------------------------- |
| 2004.  | Mercury Prize    | Mercury Prize                    |
| 2004.  | NME Awards 2004. | Philip Hall Radar Award          |
| 2004.  | Q Awards         | Najbolji video ("Take Me Out")   |
| 2005.  | BRIT Awards      | Najbolji sastav                  |
| 2005.  | BRIT Awards      | Najbolji britanski rock izvođači |
| 2005.  | NME Awards 2005  | Najbolja skladba ("Take Me Out") |
| 2005.  | NME Awards 2005. | Najbolji album (Franz Ferdinand) |
| 2006.  | NME Awards 2006  | Najbolji uživo sastav            |

## Vanjske poveznice
- Službena web-stranica sastava Franz Ferdinand (engl.)
- Discogs.com – Franz Ferdinand (engl.)
- AllMusic.com – Franz Ferdinand (engl.)